# Keroglu
Personnages
- Ali, vieillard, éleveur de chevaux chez Hassan-khan - basse

- Rovchan (plus tard Keroglu), son fils - ténor

- Nigar, bien-aimée de Rovchan - soprano

- Eyvaz, son frère - ténor

- Hassan - khan - baryton

- Ibrahim – khan, homme de Hassan - khan - basse

- Hamza-bey, homme de Hassan- khan - ténor

- Ehsan-pacha - ténor

- Polad, domestique de Hassan-khan - ténor

- Pitre de Hassan-khan - ténor

- Chanteuse de la cour  - soprano

- Nadir, paysan - ténor

- Veli,   paysan - ténor

- Tambour – 1, 2, 3e  - ténors

- Farrach - ténor

- Commandants - ténors

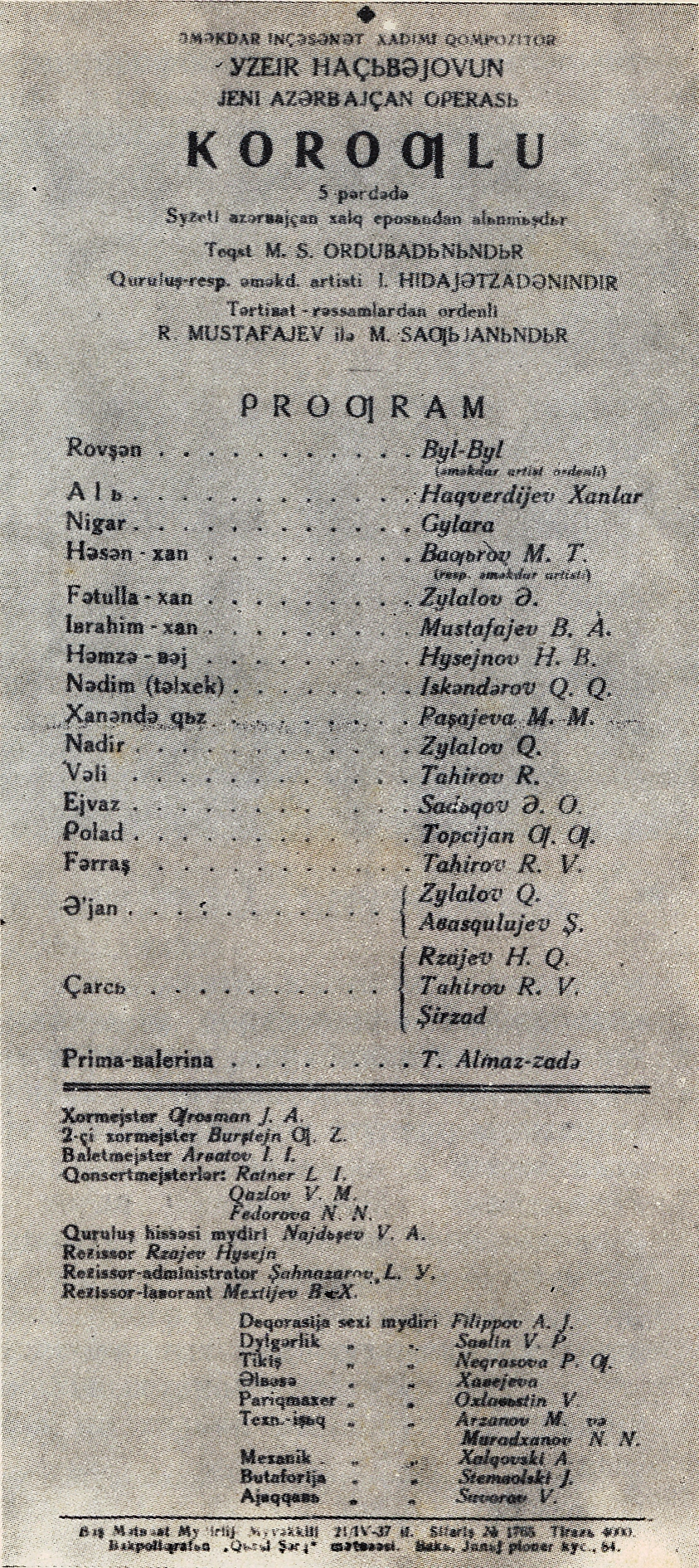
Affiche de la première représentation de l'opéra Keroglu, le 30-4-1937 au Théâtre national académique azerbaïdjanais d'opéra et de ballet de Bakou.

Keroglu (en azéri : Koroğlu) est un opéra en cinq actes. Musique d'Uzeïr Hadjibeyov; livret de M. Ordubadi et H. Ismaylov. La première représentation a eu lieu le 30 avril 1937, à Bakou. Il est joué  à Moscou l’année suivante, en 1938 et  en 1959.

## Légende
Keroglu ou Koroghlou, (« le fils de l'aveugle »), est un personnage légendaire des traditions orales des pays du Caucase, dont fait partie l'Azerbaïdjan. Il en existe plusieurs variantes, adaptées aux différentes cultures des langues turciques. Elle date probablement du XVIe siècle.
Le héros est présenté comme étant un défenseur des opprimés, luttant soit contre un seigneur tyrannique, comme dans la version azerbaïdjanaise, soit contre les envahisseurs extérieurs menaçant sa tribu ou son clan. 
Son nom de naissance, Rovchan, devient  Keroglu après que son père a été frappé d'aveuglement par un tyran. De ce fait, sa mission est double: défendre les faibles et venger son père,.

## Argument
L’action se passe en Azerbaïdjan au XVIe siècle.  Le seigneur du lieu, Hassan-khan,  est  un homme cruel  et  violent qui tyrannise son peuple,  principalement composé de paysans répartis dans  plus de sept mille villages. Leur vie est dure, un véritable enfer, tant leur maître est cruel. Toutes les formes de violence sont pour lui des moyens  d’affirmer son pouvoir :  fouettades et autres châtiments corporels, meurtres, vol des récoltes et du bétail .   
Hassan organise un banquet auquel il convie tous les seigneurs des alentours. Souhaitant offrir son meilleur étalon à l’un de ses invités, il ordonne à Ali, l'éleveur responsable de son haras, de l’aller chercher au plus vite. Mais celui-ci lui répond que c’est impossible, car les chevaux pâturent dans des bois éloignés. Furieux, Khan lui fait crever les yeux sur le champ. 
Quand Rovchan, le fils d’Ali, apprend ce qu’il s’est passé, il décide de venger son père. Il se fait dès lors appeler Koroğlu , mot qui signifie Le fils de l’aveugle  en azéri,.

### Premier acte
- Dans le château d’Hassan-khan ,  un seigneur azerbaïdjanais  de la fin du XVIe siècle.

Hassan organise un festin auquel sont conviés les seigneurs de la région. Il veut offrir à l’un d’eux son plus bel étalon.  Mais  Ali, l’éleveur de son haras, lui dit que cela n’est pas possible dans l’immédiat, car les chevaux pâturent loin du château.  Le Khan est furieux. Il réagit violemment et ordonne à un des soldats de crever les yeux d’Ali.  Celui-ci s’agenouille devant son maître et le supplie de le tuer plutôt que de le rendre aveugle.  En vain.  L’ordre du khan est exécuté sur le champ.
Peu après, le fils de l’éleveur, Rovchan, un achoug (troubadour), rend visite  à la belle Nigar, dont il est épris, pour lui chanter une chanson d’amour. Mais celle-ci lui annonce alors ce que vient de subir son père. Rovchan se précipite auprès de lui, mais ne peut le secourir, celui-ci ayant définitivement perdu la vue . Il décide de le venger sous un nouveau nom: Keroglu, « Le fils de l’aveugle ». Il part se cacher dans la montagne et rassemble autour de lui tous ceux qui sont opprimés par le tyran sanguinaire, en vue de lui faire payer ses crimes.

### Deuxième acte
- Dans la salle de réception du château, richement décorée. Hasan-khan est seul, pensif.

Hassan a été informé de la situation: une révolte populaire se prépare. Il se demande si l'épaisseur des murs du château sera suffisante pour le protéger. Les rebelles sont de plus en plus nombreux, dirigés par Keroglu, dont le nom et les exploits font trembler les seigneurs de la région. Le  Khan a demandé l’aide d’Ehsan, un pacha turc, mais celui-ci ne peut la lui accorder, car ses propres troupes viennent d'être défaites par un groupe d’insurgés.
Ce qui devait être une réunion festive se transforme en conseil militaire. Chacun est invité à proposer un plan visant à mettre Keroglu hors d’état de nuire. Celui du "pitre" ("bouffon") , semble être le plus en mesure de réussir: il propose de s'emparer de « Guirat», le cheval préféré de Keroglu, pour inciter celui-ci à venir au château afin de le récupérer. L’idée séduit Hassan. Celui qui la concrétisera, obtiendra en récompense la belle Nigar. Hamza, un de ses soldats, se porte volontaire car il est amoureux de la jeune femme. Mais celle-ci, qui est présente, est effrayée par la tournure que prennent les évènements. Aussi demande-t-elle à son frère, Eyvaz, de se rendre auprès de  Keroglu pour l'informer de la situation.

### Troisième acte
- Au quartier général de Koroglu,  à Tchenlibel .

À Tchenlibel , où se trouve le quartier général de Keroglu, Hamza, déguisé en éleveur de chevaux, prétend fuir la tyrannie de Hassan-khan. Il dit être recherché par les soldats de celui-ci et demande l'aide de Keroglu. 
Celui-ci ne se méfie pas. Cet homme n'est-il pas éleveur, comme l'était son père, et de plus, il est recherché par leur ennemi commun. Il l'accueille donc sans hésitation, et, en toute confiance, lui confie la garde de Guirat son étalon préféré. La nuit venue un orage éclate. Hamza en profite pour s’enfuir avec le précieux cheval.

### Quatrième acte
- Dans la salle de réception du château de Hassan-khan.

Dans la salle des festivités du château, Hassan-khan parade au milieu des seigneurs, des courtisans et des dames de la cour, qu'il a conviés au festin organisé pour célébrer la réussite de son plan.
Un achoug (troubadour) inconnu se présente et propose de chanter en l'honneur de l'assemblée. Lorsqu'il chante une chanson glorifiant Guirat le célèbre cheval de Keroglu, Hasan-khan éclate de rire, car, dit-il, l'étalon fait désormais partie de son haras. Le troubadour dit que cela ne se peut. Hassan ordonne qu'on l'amène de suite dans la salle.
Mais Hamza entre en état d’agitation. Il désigne du doigt  le achoug en criant: « C’est Keroglu! ». Celui-ci est aussitôt ligoté et enchaîné. Le khan est satisfait, la souricière s'est refermée et tout s'est déroulé comme prévu, car Eyvaz a été arrêté par les soldats avant d’avoir pu contacter le bien-aimé de sa sœur. Hassan lui demande qui l'a mandaté. Nigar, pour sauver son frère, avoue que c'est elle. Hamza se précipite alors vers elle pour la frapper, mais Keroglu qui a pu briser ses liens le tue, puis enfourche son cheval et parvient  à s'enfuir. Fou de rage, Hassan-khan ordonne d'exécuter le frère et la sœur, de même que Polad, le garçon d'écurie qui a mal surveillé le cheval.

### Cinquième acte
- À l'aube sur la grand-place du village.

Trois tambours crieurs annoncent la décapitation prochaine des trois condamnés. Les villageois se rassemblent. Ils sont de plus en plus nombreux. Tous hostiles à Hassan-khan, ils l'injurient et ne reculent pas face aux soldats.
Hassan et ses courtisans arrivent à leur tour pour assister  à l'exécution. Le chef des gardes menace la foule, rappelant qu'il est interdit de contester les décisions du khan et que quiconque s'en rend coupable est décapité. Rien n'y fait et les injures redoublent. Sur l’échafaud, Nigar est soutenue par ses amis. Elle aussi invective le tyran.
Soudain, l'on entend la voix de Koroglu qui fait son entrée sur la place. Arrivée inattendue qui surprend les soldats. Après une courte bataille, il libère les condamnés, heureux de retrouver sa bien-aimée. La foule salue le héros. 

## Personnages

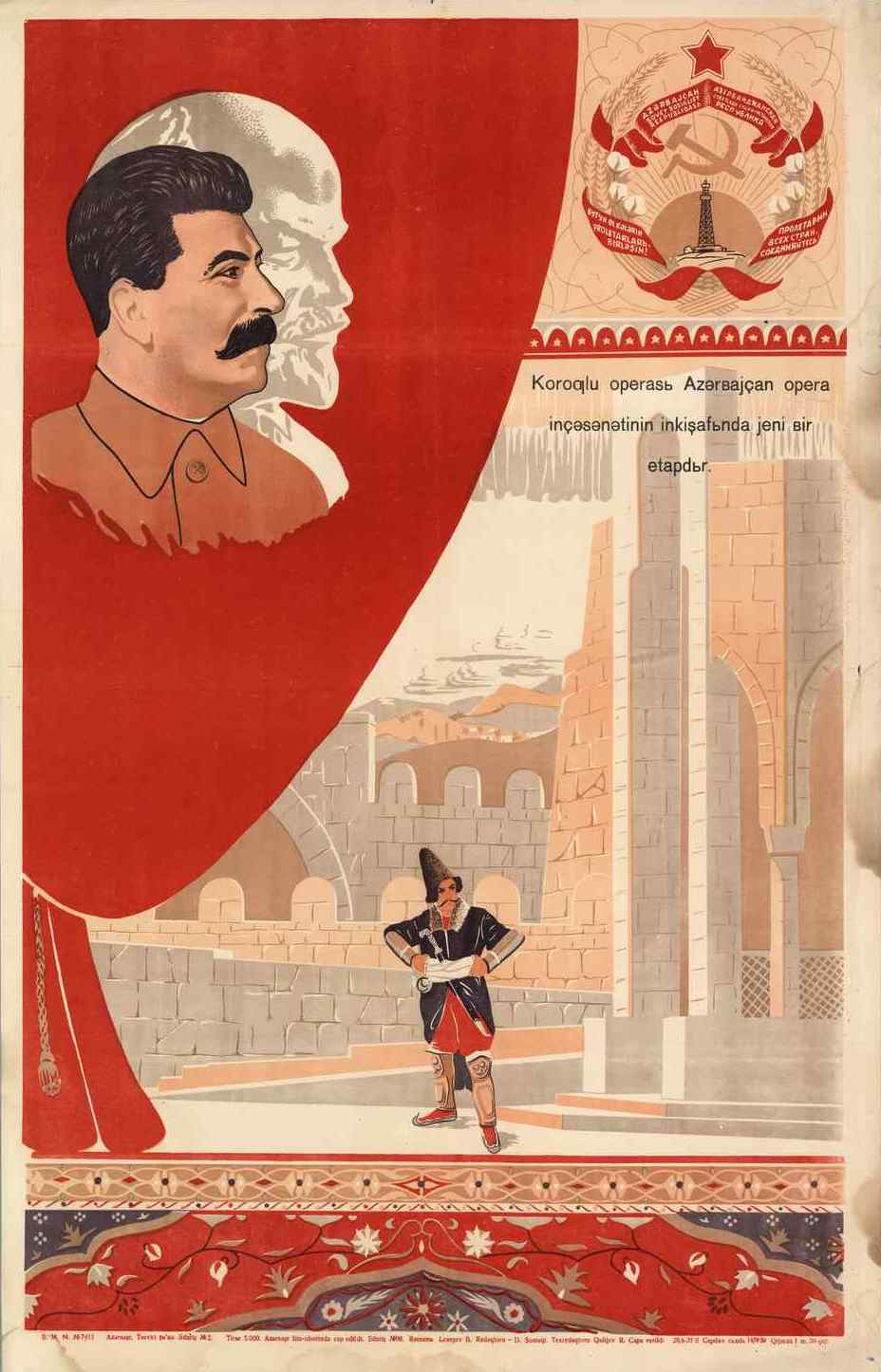
Affiche représentant Keroglu, seul sur scène, Théâtre national académique azerbaïdjanais d'opéra et de ballet, 1939.

Keroglu , opéra en cinq actes. Musique d'Uzeïr Hadjibeyov; livret de M. Ordubadi et H. Ismaylov.
| Rôles                                               | Tessitures |
| --------------------------------------------------- | ---------- |
| Ali, vieillard, éleveur de chevaux chez Hassan-khan | basse      |
| Rovchan (plus tard Keroglu), son fils               | ténor      |
| Nigar, bien-aimée de Rovchan                        | soprano    |
| Eyvaz, son frère                                    | ténor      |
| Hassan - khan - baryton                             | baryton    |
| Ibrahim – khan, homme de Hassan - khan              | basse      |
| Hamza-bey, homme de Hassan- khan                    | ténor      |
| Ehsan-pacha                                         | ténor      |
| Polad, domestique de Hassan-khan - ténor            | ténor      |
| Pitre de Hassan-khan                                | ténor      |
| Chanteuse de la cour - soprano                      | soprano    |
| Nadir, paysan                                       | ténor      |
| Veli, paysan                                        | ténor      |
| Trois tambours                                      | ténors     |
| Farrach                                             | ténor      |
| Commandants                                         | ténors     |

## Création
La première représentation a lieu le  30 avril 1937, à Bakou, au Théâtre national académique azerbaïdjanais d'opéra et de ballet.
L'œuvre est jouée  à Moscou à deux reprises : la première fois en 1938, la seconde en 1959[réf. nécessaire].

## Discographie
- Üzeyir Hacıbəyov. Keroglu, opéra en cinq actes, interprété par l'Orchestre et le chœur du Théâtre national académique azerbaïdjanais d'opéra et de ballet, direction: Niyazi, Lutfiyar Imanov (Keroglu), Firanguiz Ahmedova (Nigar). Label: Azerbaijan International[5].

## Sources
: document utilisé comme source pour la rédaction de cet article.
- (ru) « Liste des œuvres de Uzeïr Hadjibeyov (МУЗЫКАЛЬНЫЕ ПРОИЗВЕДЕНИЯ УЗЕИРА ГАДЖИБЕКОВА) », sur uzeyirbook.musigi-dunya.az/ru,‎ 2003 (consulté le 4 janvier 2023).
- (en) Betty Blair and Aynur Hajiyeva (trad.), « Libretto–Koroghlu », sur hajibeyov.com, 2001 (consulté le 4 janvier 2023). Il s'agit d'une traduction du livret, de l'azeri vers l'anglais, PDF composé de 33 pages.
- (en) Nora K. Chadwick, Victor Zhirmunsky et Viktor M. Zhirmunskiĭ, Oral Epics of Central Asia (Epopées orales d'Asie centrale), Cambridge, Cambridge University Press, 3 juin 2010, 366 p. (ISBN 978-0-521-14828-3).